# Joe Montana
Joseph "Joe" Clifford Montana Jr. (nascido em 11 de junho de 1956), apelidado de "Joe Cool" e "The Comeback Kid", é um ex-quarterback do futebol americano que jogou na National Football League (NFL) por dezesseis temporadas no San Francisco 49ers e no Kansas City Chiefs. Depois de vencer um campeonato nacional na Universidade de Notre Dame, Montana iniciou sua carreira na NFL em 1979 com San Francisco, onde jogou pelas próximas quatorze temporadas. Enquanto membro do 49ers, Montana ganhou quatro Super Bowls e foi o primeiro jogador a ser nomeado MVP do Super Bowl por três vezes. Ele também detém recordes de mais passes sem uma interceptação (122 em 4 jogos) e o rating mais alto de todos os tempos (127,8) no Super Bowl. Montana foi eleito para o Hall da Fama do Futebol Profissional em 2000, seu primeiro ano de elegibilidade.
Em 1989, e novamente em 1990, a Associated Press nomeou Montana como o Jogador Mais Valioso da NFL (MVP), e a revista Sports Illustrated denominou Montana com o "Esportista do Ano" de 1990. Quatro anos antes, em 1986, Montana ganhou o NFL Comeback Player of the Year Award. Montana foi eleito para oito Pro Bowls, além de ter sido eleito para a Primeira-Equipe All-Pro pela AP em 1987, 1989 e 1990. Montana teve o maior rating na National Football Conference (NFC) por cinco vezes (1981, 1984, 1985, 1987 e 1989); e, em 1987 e 1989, Montana teve o maior rating na NFL.
Reconhecido por sua capacidade de manter a calma sob pressão, Montana ajudou suas equipes a conquistar 32 vitórias no quarto quarto. Com 58 segundos restantes na Final da NFC de 1981 contra o Dallas Cowboys, ele completou um passe para touchdown que decretou a vitória que foi memorável que ficou conhecido simplesmente como "The Catch". No Super Bowl XXIII contra Cincinnati Bengals, Montana deu mais um touchdown no final de uma partida, foi TD de 92 jardas com apenas 36 segundos no relógio.
Os 49ers aposentou o número 16 que Montana usou enquanto estava com a equipe. Em 1993, Montana foi negociado com o Kansas City Chiefs e levou a franquia a sua primeira Final da AFC em janeiro de 1994. Em 1994, Montana ganhou uma vaga na equipe de todos os tempos do 75º aniversário da NFL; ele também é membro da equipe All-Decade da NFL dos anos 1980. Em 1999, os editores do The Sporting News classificaram Montana em terceiro lugar na lista dos 100 Maiores Jogadores do Futebol. Também em 1999, a ESPN nomeou Montana o 25º maior atleta do século XX. Em 2006, a Sports Illustrated classificou-o como o quarterback mais decisivo de todos os tempos.

## Primeiro anos
Montana nasceu de Joseph Clifford Montana Sr. (1932–2017) e Theresa Marie Bavuso Montana (1935–2004) em New Eagle, Pensilvânia. Ele cresceu na cidade de Monongahela, uma cidade de mineração de carvão a 40 quilômetros ao sul de Pittsburgh. Seus avós maternos, Vincenzo "James" Bavuso e Josephine Savarino Bavuso, eram imigrantes italianos. Sua avó materna Josephine (1909–1993) emigrou da Sicília para os Estados Unidos com seus pais em 1921. Ao chegarem aos Estados Unidos, a família Savarino se estabeleceu no leste de Ohio, numa pequena comunidade de mineração de carvão no condado de Jefferson. Vincenzo "James" Bavuso e Josephine Savarino se casaram em 1928 em Wheeling e depois se mudaram para a Califórnia, onde seus filhos - Samuel, Dominick, Theresa (mãe de Montana), Virginia e Patricia Bavuso - nasceram e cresceram.
Montana expressou um interesse precoce em esportes e foi Montana Sr. quem lhe ensinou. Montana começou a jogar futebol juvenil quando tinha apenas oito anos de idade, auxiliado em parte pelo pai. Montana Sr. listou seu filho aos nove anos de idade para que Montana pudesse cumprir o requisito de idade mínima da liga.
Montana também se interessou por beisebol e basquete, além do futebol americano. Na verdade, o basquete era o esporte favorito de Montana quando criança. Montana Sr. começou um time de basquete local para seu filho jogar. A equipe jogou em vários torneios regionais.
Montana recebeu sua educação primária na Waverly Elementary e sua educação secundária na Finleyville Junior High (agora conhecida como Finleyville Middle School) e na Ringgold High School. Enquanto estava em Ringgold, Montana jogou futebol americano, beisebol e basquete. Montana mostrou potencial como jogador de basquete e ajudou Ringgold a ganhar o campeonato de basquete de meninos WPIAL Class AAA de 1973. Ele era tão bom que durante o seu último ano, a Universidade Estadual da Carolina do Norte ofereceu a Montana uma bolsa de estudo para jogar basquete. Embora Montana tenha recusado a bolsa de estudos, ele considerou seriamente por causa da promessa de poder jogar basquete e futebol americano para a universidade.
Montana passou seus dois primeiros anos no time de futebol americano do ensino médio como reserva. Em seu terceiro ano, Montana ganhou a posição de quarterback titular. Montana manteve o papel nos dois últimos anos de sua carreira no ensino médio; depois de seu último ano, Parade nomeou-o para sua equipe All-American.
Uma das performances mais notáveis de Montana durante seus anos de ensino médio foi durante o seu terceiro ano em um jogo contra Monessen High School. Embora Monessen tenha marcado um touchdown nos momentos finais, a performance de Montana atraiu a atenção de olheiros de faculdades, particularmente os de Notre Dame. No jogo, Montana completou 12 passes para 223 jardas e marcou três touchdowns e um touchdown apressado.
Notre Dame acabou oferecendo a Montana uma bolsa de estudos e ele aceitou. Um fator que contribuiu para a escolha de Montana foi que Terry Hanratty, seu ídolo de infância, também estudo em Notre Dame.
Em 2006, 32 anos depois de Montana se formar, a Ringgold High School renomeou seu estádio de futebol para "Joe Montana Stadium".

## Carreira na universidade

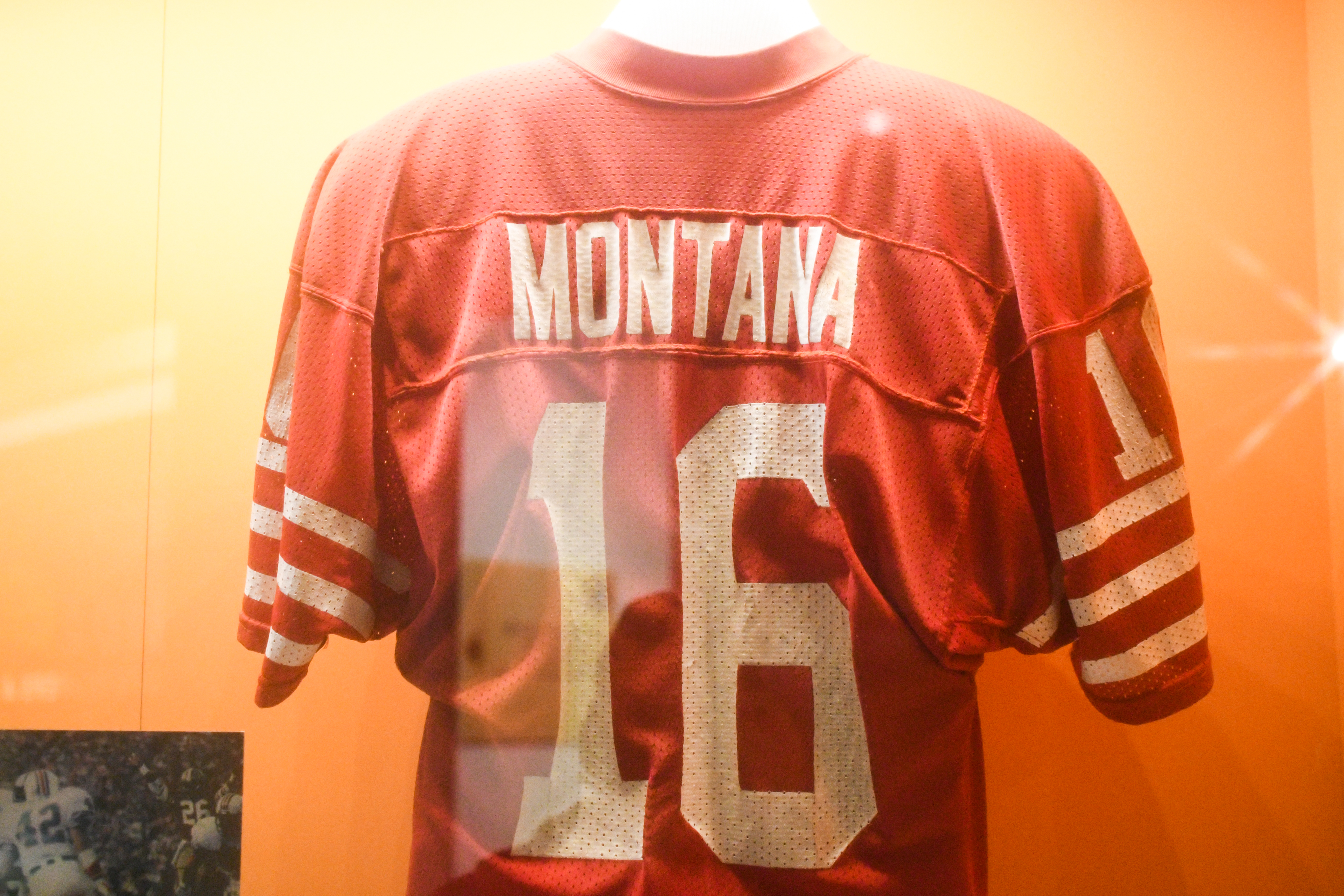
Hall da Fama do Futebol Profissional

### 1974
Quando Montana chegou a Universidade de Notre Dame no outono de 1974, o time de futebol era treinado por Ara Parseghian. Sob o mandato de Parseghian, Notre Dame venceu o campeonato nacional da NCAA em 1966 e 1973. O sucesso de Parseghian como treinador ajudou-o a recrutar jogadores altamente talentosos. Embora Montana fosse um jogador talentoso, sob a política de Notre Dame em 1974, os calouros não tinham permissão para treinar ou jogar no time da escola. As primeiras contribuições significativas de Montana para o time de futebol de Notre Dame aconteceram durante o segundo ano.
Em 15 de dezembro de 1974, Parseghian renunciou devido a problemas de saúde. A universidade contratou Dan Devine para substituir Parseghian. Apesar de seu tempo de jogo limitado no ano anterior, Montana teve um bom desempenho durante os treinos de primavera de 1975. Devine ficou tão impressionado que ele disse à sua esposa: "Joe Montana vai ser titular no último jogo da primavera". Quando ela respondeu: "Quem é Joe Montana?", Devine disse: "Ele é o cara que vai alimentar nossa família nos próximos anos".

### 1975
Devine não sentiu que Montana estivesse pronto para ser o titular em tempo integral em 1975; no entanto, Montana desempenhou um papel fundamental na vitória de Notre Dame sobre Carolina do Norte. Durante o jogo,Montana entrou faltando 5:11 para acabar, a Carolina do Norte liderava por 14-6. Montana passou um minuto e dois segundos de jogo no campo. ele teve 129 jardas de passes e Notre Dame venceu o jogo por 21-14.
Contra a Academia da Força Aérea dos Estados Unidos, Montana voltou a entrar no jogo no quarto período. Embora a Força Aérea esteja vencendo por 30-10, Notre Dame venceu o jogo por 31 a 30. Após a vitória contra a Carolina do Norte, Devine disse que Moose Krause, diretor da Notre Dame, disse que o jogo foi a "maior virada que já vi". Após o jogo contra a Força Aérea, Krause disse: "Nesses dois jogos, Montana demonstrou sua capacidade de ter um bom desempenho em circunstâncias de alta pressão." Essa característica seria valiosa e Montana confiava nela durante toda a sua carreira no futebol.

### 1976
Antes do início da temporada de 1976, Montana machucou seu ombro e foi incapaz de competir naquele ano, ganhando mais um ano de elegibilidade do que outros membros de sua classe de bolsa de estudos.

### 1977
Quando a temporada de 1977 começou, Montana era o terceiro quarterback, atrás de Rusty Lisch e Gary Forystek. No terceiro jogo da temporada, Lisch foi tiular e foi substituído por Forystek. Em uma jogada, Forystek sofreu uma vértebra quebrada, uma clavícula quebrada e uma concussão severa; foi a última jogada da carreira de Forystek. Devine inseriu Lisch de volta ao jogo antes de Montana finalmente ter a oportunidade de jogar. Montana entrou com aproximadamente 11 minutos restantes e Notre Dame estava perdendo por 24-14; ele jogou para 154 jardas e um touchdown e Notre Dame venceu o jogo por 31-24.
Após o jogo, Devine fez de Montana o quarterback titular e o time ganhou seus nove jogos restantes. Em seu último jogo da temporada, Notre Dame derrotou o Texas por 38-10 no Cotton Bowl. O recorde de 11 vitórias e uma derrota de Notre Dame valeu-lhes o título nacional da NCAA, o único título que a escola ganhou enquanto Devine era treinador principal.

### 1978
Como um veterano do quinto ano em 1978, Notre Dame retornou ao Cotton Bowl, desta vez contra Houston. O desempenho de Montana no que veio a ser conhecido como o "Chicken Soup Game", é um dos mais célebres de toda a sua carreira no futebol.
Nas frígidas e tempestuosas condições do segundo trimestre, Montana teve que lutar contra a hipotermia quando sua temperatura corporal caiu para 35,6 °C. Quando o segundo tempo começou, Houston estava vencendo por 20-12, Montana permaneceu no vestiário, onde a equipe médica de Notre Dame lhe deu líquidos venenosos aquecidos, cobriu-o com cobertores e, mais notoriamente, lhe deu canja de galinha.
Montana retornou ao campo no final do terceiro quarto, com Houston liderando por 34-12. Montana fez três touchdowns nos últimos oito minutos do jogo, o último chegando quando o tempo expirou, e Notre Dame venceu o jogo por 35-34. Para comemorar o jogo, Notre Dame produziu um filme promocional intitulado Seven and a Half Minutes to Destiny, que o treinador Devine mais tarde chamou de "o filme de Joe Montana".

### Graduação e o Draft da NFL
Montana se formou em Notre Dame com um diploma em administração de empresas e marketing. Embora a NFL Combine não tenha sido formada até 1982, os olheiros da NFL ainda avaliaram recrutas em potencial por meio do uso de combinações em 1979. Os candidatos foram classificados em várias categorias em uma escala de um a nove. As categorias utilizadas dependiam da posição que o atleta desempenhava.
Apesar de seu desempenho no campo, Montana não foi altamente avaliado pela maioria dos olheiro. Em uma combinação, Montana classificou-se como seis e meio no geral com seis na força do braço, usado para julgar quão difícil e quão longe se poderia lançar a bola. Em comparação, Jack Thompson, teve oito, o mais alto entre os quarterbacks elegíveis.
Na Draft de 1979, o San Francisco 49ers selecionou Montana no final da terceira rodada como a 82ª escolha geral. Montana foi o quarto quarterback, atrás de Thompson, Phil Simms e Steve Fuller, todos selecionados no primeiro round.

## Carreira profissional

### San Francisco 49ers

#### 1979–1980
Apesar de Montana ter jogado em todos os 16 jogos da temporada regular durante a temporada de 1979, ele fez apenas 23 passes. Ele passou a maior parte da temporada como reserva de Steve DeBerg.
Montana se tornou o quarterback titular na metade da temporada de 1980.
Em 7 de dezembro de 1980, em um jogo contra o New Orleans Saints, em que os Saints tinha uma vantagem de 35-7 no intervalo. No início do quarto período, o New Orleans ainda liderava por 35-21, mas o San Francisco empatou o jogo no final da partida regulamentar. Na prorrogação, Ray Wersching converteu um field goal e o San Francisco venceu por 38-35. Isso marcou a primeira vitória no quarto quarto na carreira de Montana na NFL. Durante suas 16 temporadas na NFL, isso aconteceu um total de 31 vezes; 26 com os 49ers.
Embora San Francisco tenha terminado a temporada de 1980 com uma campanha de 6-10, Montana passou para 1.795 jardas e 15 passes para touchdown contra nove interceptações. Ele também completou 64,5 por cento de seus passes, o que liderou a NFL.

#### 1981–1983
Montana começou a temporada de 1981 como o quarterback titular do San Francisco. A temporada acabou sendo uma das mais bem-sucedidas da franquia até aquele momento. Apoiado em parte pelo forte desempenho de Montana, a equipe terminou a temporada regular com uma campanha de 13-3. A temporada foi precursora de um dos momentos mais memoráveis de Montana como profissional.
Em 10 de janeiro de 1982, San Francisco enfrentou o Dallas Cowboys no Candlestick Park no National Football Conference Championship Game. O último quarto foi marcado por uma das jogadas mais notáveis da história da NFL. Larry Schwartz, da ESPN.com, definiu mais tarde que esse jogo é o mais importante de Montana.
Quando San Francisco tomou posse com 4:54 minutos restantes, Dallas ganhava por 27-21; a campanha começou na linha de 11 jardas de San Francisco. Após seis passes bem-sucedidas de Montana e quatro corridas, San Francisco moveu a bola para a linha de 13 jardas de Dallas. Depois de um passe sem sucesso e depois um ganho de sete jardas, o San Francisco ficou na linha de 6 jardas de Dallas. Montana correu para a direita e fez um passe desequilibrado na parte de trás da end zone, e o wide receiver de San Francisco, Dwight Clark, deu um pulo para o touchdown. Com apenas 51 segundos restantes no relógio do jogo, Wersching chutou o ponto extra e San Francisco venceu o jogo 28-27. A recepção de Clark foi cunhada simplesmente como "The Catch", e colocou San Francisco no Super Bowl XVI.
San Francisco enfrentou o Cincinnati Bengals no Super Bowl XVI. Montana completou 14 passes para 157 jardas com um touchdown passando e um touchdown terrestre. San Francisco venceu o jogo por 26-21 e, em reconhecimento ao seu desempenho, Montana ganhou o prêmio de MVP do Super Bowl. A vitória no Super Bowl também fez de Montana um dos dois únicos quarterbacks (junto com Joe Namath) a ganhar um campeonato nacional na faculdade e um Super Bowl. Montana aos 25 anos e 227 dias, era um dia mais velho do que Namath tinha sido na época de seu primeiro Super Bowl, fazendo dele o segundo quarterback mais jovem a ser titular em um Super Bowl até aquele momento.
Montana teve uma temporada prolífica em 1982. No entanto, a temporada regular foi encurtada para nove jogos, quando membros da Associação de Jogadores entraram em greve. Apesar de San Francisco não ter ir ido para os playoffs, Montana jogou para 2.613 jardas e 17 touchdowns durante o ano. Ele também estabeleceu o que era então um recorde da NFL com cinco jogos consecutivos de 300 jardas. Como os 49ers perderam os playoffs, a equipe considerou seriamente trocá-lo com o Baltimore Colts pelos direitos da primeira escolha geral da NFL Draft de 1983 (e, portanto, selecionar o quarterback de Stanford, John Elway), mas os 49ers reconsideraram.
No ano seguinte, Montana jogou para 3.910 jardas e 26 touchdowns em 16 jogos da temporada regular. A equipe terminou a temporada regular com uma campanha de 10-6 e terminou em primeiro na NFC West. No jogo de playoffs da divisão, eles enfrentaram o Detroit Lions. Mais uma vez, Montana demonstrou sua capacidade de ter um bom desempenho em situações de alta pressão. Apesar de ter sido superado em termos de total de jardas, os 49ers ficaram apenas seis pontos atrás, com o jogo chegando ao fim. Com 1:23 restando no relógio, o ataque dos 49ers teve a bola na linha de 14 jardas dos Lions e Montana completou um passe de touchdown para o wide receiver Freddie Solomon, dando a vitória para San Francisco.
A vitória colocou os 49ers na Final da NFC contra o Washington Redskins. Como ele havia feito antes, Montana afirmou-se no final do jogo. Os Redskins lideraram por 21-0 no início do quarto quarto, mas o Montana ajudou a liderar os 49ers a uma virada. Ajudado por três passes para o touchdown de Montana no quarto quarto, os 49ers empataram o jogo. No entanto, os Redskins chutaram um field goal de 25 jardas nos instantes finais do jogo. Apesar dos esforços de Montana, a equipe perdeu por 24-21.

#### 1984

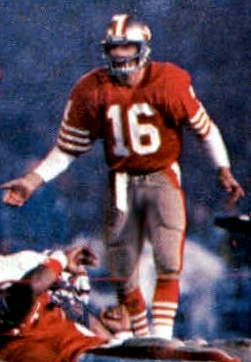
Montana com os 49ers no Super Bowl XIX.

Apesar dos Miami Dolphins terem terminado a temporada da NFL de 1972 sem derrotas, a temporada regular da época era de apenas 14 jogos. Assim, quando os 49ers terminaram a temporada da NFL de 1984 com uma campanha de 15-1, eles se tornaram o primeiro time a vencer 15 jogos em uma única temporada.
Montana novamente teve uma excelente temporada e ganhou sua segunda viagem consecutiva ao Pro Bowl. Em seus dois primeiros playoffs, os 49ers derrotaram o New York Giants e o Chicago Bears por uma pontuação combinada de 44-10. No Super Bowl XIX, os 49ers enfrentaram os Dolphins, cujo quarterback era Dan Marino.
No jogo, Montana lançou para três touchdowns e completou 24 passes. Ele estabeleceu o recorde do Super Bowl para mais jardas passadas em um único jogo (331). Os 49ers derrotaram os Dolphins por 38-16 e Montana recebeu seu segundo prêmio de MVP do Super Bowl.
Depois do jogo, o treinador do 49ers, Bill Walsh, disse: "Joe Montana é o maior quarterback de hoje, talvez o melhor quarterback de todos os tempos".

#### 1985–1987
Ajudados em parte pelo desempenho de Montana, os 49ers avançaram para os Playoffs da NFL novamente em 1985; no entanto, eles perderam no jogo Wild card para o New York Giants.
Em 1986, Montana sofreu uma grave lesão nas costas durante a primeira semana da temporada. A lesão foi em um disco espinhal na região lombar e exigiu cirurgia imediata. A lesão foi tão grave que os médicos sugeriram que Montana se aposentasse. Em 15 de setembro de 1986, os 49ers colocaram Montana na lista de reserva ferida; no entanto, ele retornou à equipe em 6 de novembro daquele ano.
Em seu primeiro jogo após a lesão, Montana passou para 270 jardas e três touchdowns em uma vitória por 43-17 contra o St. Louis Cardinals. Montana jogou em apenas oito jogos naquela temporada e lançou para mais interceptações do que touchdown pela única vez em sua carreira.
Os 49ers terminaram a temporada com uma campanha de 10–5–1 e Montana ganhou (juntamente com o quarterback do Minnesota Vikings, Tommy Kramer), o prêmio de NFL Comeback Player of The Year de 1986.
Em 1987, Montana teve 31 passes para touchdown em apenas 13 jogos. Montana furou a greve da NFLPA e lançou para cinco touchdowns contra os jogadores substitutos. Em 1987, ele também estabeleceu o recorde da NFL para mais tentativas consecutivas de passe sem um passe incompleto (22), ele também passou para 3.054 jardas e teve um rating de 102,1. Embora os 49ers terminassem com o melhor recorde na NFL, eles perderam na Rodada Divisional dos playoffs para o Minnesota Vikings.
Antes da temporada de 1987, Bill Walsh completou uma negociação por Steve Young, então quarterback do Tampa Bay Buccaneers. Young jogou em oito jogos da temporada regular e terminou o ano com um rating de 120,8.

#### 1988–1989
O desempenho de Young em 1987 foi forte o suficiente para que, na época da temporada de 1988, houvesse uma controvérsia sobre quem deveria ter mais tempo jogando como quarterback. Young jogou em 11 jogos naquele ano e rumores vieram à tona alegando que Montana poderia ser negociado.
Apesar da competição por tempo de jogo, Montana recebeu a maior parte do tempo de jogo durante a temporada de 1988. Depois de uma derrota em casa para o Los Angeles Raiders que deixou o 49ers com uma campanha de 6-5, os 49ers estavam em risco de perder os playoffs. Montana recuperou a posição de titular e levou os 49ers a uma campanha de 10-6 e o título da NFC Western Division.
Os 49ers ganharam uma viagem ao Super Bowl XXIII quando derrotaram o Minnesota Vikings e o Chicago Bears nos playoffs. Em sua terceira viagem ao Super Bowl, Montana disse ao San Jose Mercury News: "Esta viagem ao Super Bowl é mais gratificante do que as outras, porque a estrada tem sido mais difícil".
No Super Bowl XXIII, Montana teve uma das melhores performances de sua carreira. Ele completou 23 passes para um recorde do Super Bowl de 357 jardas e dois touchdowns. Apesar de seu ótimo desempenho, os 49ers estavam perdendo para o Cincinnati Bengals por 16-13 com apenas 3:20 restantes no jogo e a bola em sua própria linha de 8 jardas. Montana conduziu-os calmamente pelo campo, completando 8 passes para 92 jardas e jogando o passe decisivo para John Taylor a apenas 34 segundos do fim.
A temporada de 1989 provou ser bem sucedido para Montana e os 49ers. A equipe terminou a temporada regular com a melhor campanha de 14-2 da NFL, e suas duas derrotas foram por apenas cinco pontos. Montana jogou para 3.521 jardas e 26 touchdowns, com apenas 8 interceptações, dando a ele o maior rating de uma única temporada na história da NFL, uma marca quebrada por Young em 1994, Peyton Manning em 2004 e Aaron Rodgers em 2011. Ele ganhou o MVP da temporada da NFL.
Os 49ers foram bem sucedidos nos playoffs, vencendo facilmente o Minnesota Vikings por 41-13 e o Los Angeles Rams por 30-3. Montana jogou para um total de 503 jardas e 6 touchdowns nesses dois jogos, sem uma única interceptação. Então, no Super Bowl XXIV, Montana tornou-se o primeiro jogador a vencer pela primeira vez o prêmio de MVP do Super Bowl por três vezes, lançando para 297 jardas e um recorde do Super Bowl com cinco touchdowns, quando os 49ers derrotou o Denver Broncos por 55–10.

#### 1990
Em 1990, Montana mais uma vez levou os 49ers a melhor campanha da temporada regular (14–2) na NFL. Ele foi nomeado pela Sports Illustrated como esportista do ano. Nessa temporada, ele teve 3.944 jardas e 26 touchdowns, embora também tenha lançado 16 interceptações. Três dessas interceptações ocorreram em uma derrota em casa em 25 de novembro para o Rams, que encerrou sua série de vitórias de 18 jogos.
O 49ers ansiou para se tornar o primeiro time da NFL a vencer três Super Bowls consecutivos e eles chegaram a Final da NFC para enfrentar o New York Giants. A defesa dos 49ers foi capaz de segurar o quarterback Jeff Hostetler e os Giants sem um touchdown, mas a maré mudou quando Montana foi sacado por Leonard Marshall e se machucou deixando o jogo, os Giants venceram por 15-13. Esse foi o último jogo de Montana com os 49ers.

#### 1991-1992
O Montana perdeu toda a temporada de 1991 e a maior parte da temporada de 1992, por causa de uma lesão no cotovelo sofrida durante a pré-temporada de 1991. No jogo final da temporada regular de 1992 contra o Detroit Lions, Montana entrou em cena e jogou o segundo tempo inteiro. Apesar de perder quase duas temporadas completas, o Montana mostrou-se muito eficaz, selando a vitória.
Nesta altura, no entanto, Steve Young estabeleceu-se como titular e chegou aos playoffs. Ele vestiu-se pela última vez com o uniforme dos 49ers na Final da NFC contra o Dallas Cowboys mas era o terceiro QB atrás de Young e Steve Bono.

#### Controvérsia e partida
Com Montana saudável e pronto para jogar, logo surgiu uma controvérsia. Steve Young provou a sua eficácia nos dois anos em que jogou enquanto o Montana estava lesionado, e muitos fãs e jogadores sentiram que tinham sido feito a transição para Steve Young. Além disso, Young não queria jogar se ele fosse usado apenas como reserva. Mas havia também um forte sentimento de que Montana era o "rosto da franquia" e seria correto que ele continuasse assim.
Uma fenda no vestiário se desenvolveu e Montana finalmente solicitou uma troca. Embora Young eventualmente tenha levado o time a outra vitória no Super Bowl, ele nunca foi capaz de jogar sem ser lembrado de estar na sombra do jogador que ele substituiu.

### Kansas City Chiefs

#### 1993-1994
Montana foi negociado com o Kansas City Chiefs em abril de 1993. Sua contratação gerou muita atenção da mídia e excitação em Kansas City.
Os Chiefs enviaram três camisas para Montana. Uma era o número 3, seu número de Notre Dame, que os Chiefs haviam aposentado em homenagem ao kicker do Hall of Fame, Jan Stenerud, que se ofereceu para deixá-lo usá-lo. Outra era o número 19, que ele usou no futebol juvenil e também brevemente nos treinos de 1979 com San Francisco, e o terceiro foi o número 16, que o quarterback do Hall of Fame Len Dawson ofereceu para Montana. Montana usou a camisa 19 e assinou um contrato no valor de US $ 10 milhões ao longo de três anos.
Montana se machucou durante parte da temporada de 1993, mas ainda foi selecionado para o seu Pro Bowl final e levou os Chiefs a duas vitórias nos playoffs de 1993, chegando na Final da AFC, onde Kansas City perdeu para o Buffalo Bills. Incluindo suas duas vitórias nos playoffs naquele ano (os Chiefs só tiveram uma vitória anterior nos playoffs desde 1970 no Super Bowl IV), os Chiefs de 1993 venceram 13 jogos, empatando o recorde de vitórias em uma temporada.
Montana voltou saudável aos Chiefs em 1994. Seus destaques nessa temporada incluíram um duelo clássico com John Elway (que Montana venceu por 31-28) no Monday Night Football e um jogo memorável na semana 2, quando Montana jogou contra seu antigo time, os 49ers e Steve Young. Em um confronto muito antecipado, Montana e os Chiefs prevaleceram e derrotaram os 49ers por 24-17. Montana levou sua equipe para os playoffs em 1994.

### Aposentadoria
Em 18 de abril de 1995, Montana anunciou sua aposentadoria diante de uma enorme multidão no Justin Herman Plaza em São Francisco. O evento foi transmitido ao vivo pela televisão local e incluiu discursos de John Madden, Eddie DeBartolo, Jr e outros. Destaques de Montana com San Francisco e entrevistas com ex-companheiros de equipe também foram mostrados. Bill Walsh serviu como o mestre de cerimonias do evento. O substituto de Montana com os Chiefs foi seu antigo reserva em San Francisco, Steve Bono. 

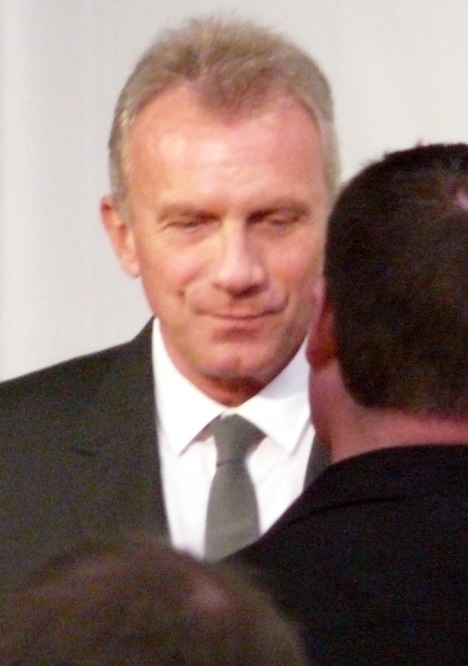
Montana no California Museum Hall of Fame em 21 de março de 2013

O Super Bowl XXX foi dedicado a Montana, que terminou as cerimônias pré-jogo com o cara-ou-coroa. Ele também seria um dos cinco MVPs do Bay Area Super Bowl aos quais o Super Bowl 50 foi dedicado, sendo os outros Fred Biletnikoff, Jim Plunkett e os ex-companheiros de equipe Jerry Rice e Steve Young, todos os cinco acompanhados em campo por Drew Brees, Eli Manning e Malcolm Smith para a conclusão das cerimônias pré-jogo; Montana voltou a jogar a moeda.

## Recordes e realizações na NFL
Entre os destaques de sua carreira, "The Catch" (o touchdown vencedor do jogo contra Dallas na Final da NFC de 1981) e uma campanha de de 92 jardas contra os Bengals no Super Bowl XXIII são as principais jogadas da NFL.
Em sua carreira nos 49ers, Montana completou 2.929 de 4.600 passes para 35.142 jardas com 244 touchdowns e 123 interceptações. Ele teve 35 jogos com 300 jardas, incluindo 7 nos quais ele jogou por mais de 400 jardas. Sua carreira totaliza: 3.409 passes certos em 5.391 tentativas, 273 touchdowns, 139 interceptações e 40.551 jardas de passes. Ele também correu para 1.676 jardas e 20 touchdowns.
Quando Montana se aposentou, seu rating foi de 92,3, perdendo apenas para o seu sucessor Steve Young (96,8). Montana também venceu 100 jogos mais rápido que qualquer outro quarterback até ser superado por Tom Brady em 2008. Seu recorde como titular foi de 117-47.
Seu número 16 foi aposentado pelo 49ers em 15 de dezembro de 1997, durante o intervalo do jogo da equipe contra o Denver Broncos no Monday Night Football. Montana também detinha o recorde de maior número de jardas no Monday Night Football com 458 contra o Los Angeles Rams em 1989.
Montana possui recordes de pós temporada para mais jogos com rating acima de 100.0 (12) e é o segundo em passes para touchdown (45), jardas passadas (5.772) e jogos com mais de 300 jardas (6, empatados com Kurt Warner). Ele também empatou o recorde de Terry Bradshaw em partidas consecutivas de playoffs com pelo menos dois passes para touchdown (7), embora este recorde tenha sido quebrado pelo quarterback Joe Flacco, do Baltimore Ravens. Em seus quatro Super Bowls, Montana completou 83 de 122 passes para 1142 jardas e 11 touchdowns sem interceptações, o que lhe valeu um rating de 127,8. Montana foi o primeiro jogador a ganhar três prêmios de MVP do Super Bowl. Montana também detinha o recorde de mais passes completos no Super Bowl (83) e ainda detém o recorde de tentativas de passe (122) sem lançar uma interceptação.
Ele foi selecionado para o Pro Bowl oito vezes e pro All-Pro seis vezes. Ele também é o único jogador a ter dois passes de touchdown de mais de 95 jardas.
Montana foi listado em # 4 no Top 100 da NFL Network: Greatest Players of NFL com o companheiro de equipe Jerry Rice em # 1.

## Estatísticas da carreira
| Ano   | Time                | Jogos | Ten   | Com   | Pct   | Jardas | TDs | Int | Rating |
| ----- | ------------------- | ----- | ----- | ----- | ----- | ------ | --- | --- | ------ |
| 1979  | San Francisco 49ers | 16    | 23    | 13    | 56,5% | 96     | 1   | 0   | 81,1   |
| 1980  | San Francisco 49ers | 15    | 273   | 176   | 64,5% | 1 795  | 15  | 9   | 87,8   |
| 1981  | San Francisco 49ers | 16    | 488   | 311   | 63,7% | 3 565  | 19  | 12  | 88,4   |
| 1982  | San Francisco 49ers | 9     | 346   | 213   | 61,6% | 2 613  | 17  | 11  | 88,0   |
| 1983  | San Francisco 49ers | 16    | 515   | 332   | 64,5% | 3 910  | 26  | 12  | 94,6   |
| 1984  | San Francisco 49ers | 16    | 432   | 279   | 64,6% | 3 630  | 28  | 10  | 102,9  |
| 1985  | San Francisco 49ers | 15    | 494   | 303   | 61,3% | 3 653  | 27  | 13  | 91,3   |
| 1986  | San Francisco 49ers | 8     | 307   | 191   | 62,2% | 2 236  | 8   | 9   | 80,7   |
| 1987  | San Francisco 49ers | 13    | 398   | 266   | 66,8% | 3 054  | 31  | 13  | 102,1  |
| 1988  | San Francisco 49ers | 14    | 397   | 238   | 59,9% | 2 981  | 18  | 10  | 87,9   |
| 1989  | San Francisco 49ers | 13    | 386   | 271   | 70,2% | 3 521  | 26  | 8   | 112,4  |
| 1990  | San Francisco 49ers | 15    | 520   | 321   | 61,7% | 3 944  | 26  | 16  | 89,0   |
| 1991  | San Francisco 49ers | 0     | 0     | 0     | --    | 0      | 0   | 0   | --     |
| 1992  | San Francisco 49ers | 1     | 21    | 15    | 71,4% | 126    | 2   | 0   | 118,4  |
| 1993  | Kansas City Chiefs  | 11    | 298   | 181   | 60,7% | 2 144  | 13  | 7   | 87,4   |
| 1994  | Kansas City Chiefs  | 14    | 493   | 299   | 60,6% | 3 283  | 16  | 9   | 83,6   |
| Total |                     | 192   | 5 391 | 3 409 | 63,2% | 40 551 | 273 | 139 | 92,3   |

## Apelidos
Montana é uma forma americanizada do sobrenome Montani, que vem do norte da Itália. Montana ganhou o apelido de "Joe Cool" por sua capacidade de manter a calma em momentos importantes, e "Comeback Kid" por sua história fazer seus times virarem o placar no final do jogo. Seus companheiros de equipe em San Francisco o chamavam de "Pernas de Pássaro" devido às suas pernas muito finas. Ele foi chamado de "Joe Dourado" porque ele jogava na Califórnia (o Estado Dourado), e também apareceu em um pôster sobreposto à ponte Golden Gate com o texto "O Grande Dourado".
Montana aparece como o personagem "Joe Clifford" (pseudônimo derivado de seus primeiros e nomes do meio) em spots de televisão Joe's Diner da NFL Network.

## Vida pessoal
Montana foi casado três vezes. Em 1974, ele se casou com sua namorada, Kim Moses, durante seu segundo semestre em Notre Dame; eles se divorciaram três anos depois. Em 1981, ele se casou com Cass Castillo; eles se divorciaram em 1984. Ele conheceu Jennifer Wallace, uma atriz e modelo, enquanto os dois trabalhavam em um comercial da Schick; o casal se casou em 1985. Eles têm quatro filhos: Alexandra Whitney (10 de outubro de 1985), Elizabeth Jean (20 de dezembro de 1986), Nathaniel "Nate" Joseph (nascido em 3 de outubro de 1989) e Nicholas Alexander. (b. 28 de abril de 1992). Seus dois filhos jogavam futebol americano na De La Salle High School. Nate se tornou um agente de Wesleyan (depois de se transferir de Notre Dame e da Universidade de Montana), assim como Nick, agente da Universidade de Tulane (tendo sido transferido da Universidade de Washington e do Mt. San Antonio College).
Em 2008, Montana processou a ex-mulher Moses e uma casa de leilões de Dallas por "violar seus direitos autorais e de privacidade" depois de Moses vender um monte de cartas e recordações dos dias de faculdade de Montana em Notre Dame.
Em 1986, os médicos diagnosticaram Montana como tendo uma cavidade espinhal estreita. Ele optou por ter uma operação, que foi bem sucedida, e conseguiu continuar sua carreira.
Montana reside em San Francisco, Califórnia. Ele colocou sua propriedade de US $ 49 milhões e 500 acres em Calistoga, Califórnia, à venda em 2009, que foi reduzida para US $ 35 milhões em janeiro de 2012. Ele agora é dono de cavalos e produz vinho sob o rótulo de Montagia.
A cidade de Ismay, Montana, tomou oficialmente o nome de Joe, Montana, como um golpe publicitário coordenado pelo Kansas City Chiefs em 1993.
Em 2002, o Viaduto Mingo Creek foi construído, oficialmente chamado de Joe Montana Bridges. Transporta a Rota 43 da Pensilvânia sobre Mingo Creek, a Rota 88 da Pensilvânia, e a Ferrovia Wheeling e Lake Erie, perto da Ringgold High School.